# Richard Dreyfuss
Richard Stephen Dreyfuss (n. 29 octombrie 1947, New York City, New York, SUA) este un actor american.

## Biografie
Richard Dreyfuss și-a petrecut copilăria în Brooklyn și Queens, înainte de a se muta, la vârsta de nouă ani, împreună cu familia la Los Angeles. La cincisprezece ani, a debutat în filmul de televiziune din In Mama’s House. La sfârșitul anilor 1960 și începutul anilor 1970 a jucat, pe lângă mici roluri pentru televiziune și la teatrul Broadway și alte teatre. Primele apariții scurte în filme le-a avut în 1967 în The Valley of the Dolls și The Graduate.
Succesul l-a avut în 1973 cu filmul lui George Lucas, American Graffiti, în care au jucat și Harrison Ford și Ron Howard. Cu filme precum The White Hai și Encounter Spooky (ambele de Steven Spielberg), Dreyfuss a devenit unul dintre cei mai căutați actori ai Hollywoodului.
Pentru rolul său în The Subtenant, a primit în anul 1977 un Oscar, pentru cel mai bun actor și Globul de Aur, ca cel mai bun actor în domeniul muzical sau comediei. Până în 2003, când i-a fost acordat lui Adrien Brody, Dreyfuss a fost cel mai tânăr actor care a primit vreodată un Oscar pentru categoria cel mai bun actor.

## Privat
Dreyfuss este membru al Confederației Masonice.

## Filmografie
| An   | Film                                                          | Rol                                  | Note |
| ---- | ------------------------------------------------------------- | ------------------------------------ | --- |
| 1967 | Valea păpușilor                                               | Assistant stage manager              | necreditat |
| 1967 | Absolventul (The Graduate)                                    | Boarding House Resident              | necreditat |
| 1968 | The Young Runaways                                            | Terry                                | |
| 1969 | Hello Down There                                              | Harold Webster                       | |
| 1973 | American Graffiti                                             | Curt Henderson                       | Nominalizat - Golden Globe Award for Best Actor - Motion Picture Musical or Comedy                                                                               |
| 1973 | Dillinger                                                     | Baby Face Nelson                     | |
| 1974 | The Apprenticeship of Duddy Kravitz                           | Duddy                                | |
| 1974 | The Second Coming of Suzanne                                  | Clavius                              | |
| 1974 | Inserts                                                       | Boy Wonder                           | |
| 1975 | Fălci (Jaws)                                                  | Matt Hooper                          | Nominalizat - BAFTA Award for Best Actor in a Leading Role |
| 1976 | Victory at Entebbe                                            | Colonel Yonatan 'Yonni' Netanyahu    | |
| 1977 | Întâlnire de gradul trei (Close Encounters of the Third Kind) | Roy Neary                            | |
| 1977 | Adio, dar rămân cu tine! (The Goodbye Girl)                   | Elliott Garfield                     | Academy Award for Best Actor in a Leading Role BAFTA Award for Best Actor in a Leading Role Golden Globe Award for Best Actor - Motion Picture Musical or Comedy |
| 1978 | The Big Fix                                                   | Moses Wine                           | |
| 1980 | The Competition                                               | Paul Dietrich                        | |
| 1981 | Whose Life Is It Anyway?                                      | Ken Harrison                         | |
| 1984 | The Buddy System                                              | Joe                                  | |
| 1986 | Down and Out in Beverly Hills                                 | David 'Dave' Whiteman                | |
| 1986 | Prietenie (film din 1986) (Stand by Me)                       | The adult Gordie LaChance, narrating | |
| 1987 | Tin Men                                                       | Bill 'BB' Babowsky                   | |
| 1987 | Stakeout                                                      | Det. Chris Lecce                     | |
| 1987 | Nuts                                                          | Aaron Levinsky                       | Nominalizat - Golden Globe Award for Best Supporting Actor - Motion Picture                                                                                      |
| 1988 | Moon Over Parador                                             | Jack Noah/President Alphonse Simms   | |
| 1989 | Let It Ride                                                   | Jay Trotter                          | |
| 1989 | Always                                                        | Pete Sandich                         | |
| 1990 | Rosencrantz & Guildenstern Are Dead                           | The Player                           | |
| 1990 | Postcards from the Edge                                       | Doctor Frankenthal                   | |
| 1991 | Once Around                                                   | Sam Sharpe                           | |
| 1991 | Prisoner of Honor                                             | Col. Picquart                        | |
| 1991 | What About Bob?                                               | Dr. Leo Marvin                       | |
| 1993 | Lost in Yonkers                                               | Louie Kurnitz                        | |
| 1993 | Another Stakeout                                              | Detective Chris Lecce                | |
| 1994 | Silent Fall                                                   | Dr. Jake Rainer                      | |
| 1995 | The Last Word                                                 | Larry                                | |
| 1995 | The American President                                        | Senator Bob Rumson                   | |
| 1995 | Mr. Holland's Opus                                            | Glenn Holland                        | Nominalizat - Academy Award for Best Actor in a Leading Role Nominalizat - Golden Globe Award for Best Actor - Motion Picture Drama                              |
| 1996 | James and the Giant Peach                                     | Centipede                            | voice |
| 1996 | Mad Dog Time                                                  | Vic                                  | |
| 1997 | Night Falls on Manhattan                                      | Sam Vigoda                           | |
| 1997 | Oliver Twist                                                  | Fagin                                | |
| 1998 | Krippendorf's Tribe                                           | Prof. James Krippendorf              | |
| 2000 | The Crew                                                      | Bobby Bartellemeo/Narrator           | |
| 2001 | The Old Man Who Read Love Stories                             | Antonio Bolivar                      | |
| 2001 | Who Is Cletis Tout?                                           | Micah Donnelly                       | |
| 2001 | The Education of Max Bickford                                 | Max Bickford                         | Serii TV Nominalizat - Screen Actors Guild Award for Outstanding Performance by a Male Actor in a Drama Series                                                   |
| 2001 | The Day Reagan Was Shot                                       | Alexander Haig                       | TV film Nominalizat - Screen Actors Guild Award for Outstanding Performance by a Male Actor in a Miniseries or Television Movie                                  |
| 2003 | Coast to Coast                                                | Barnaby Pierce                       | |
| 2004 | Silver City                                                   | Chuck Raven                          | |
| 2006 | Poseidon                                                      | Richard Nelson                       | |
| 2007 | Tin Man                                                       | Mystic Man                           | miniserii TV |
| 2008 | Signs of the Time                                             | Narrator                             | |
| 2008 | W.                                                            | Dick Cheney                          | |
| 2008 | America Betrayed                                              | Narrator                             | |
| 2009 | My Life in Ruins                                              | Irv                                  | |
| 2009 | Leaves of Grass                                               | TBA                                  | |
| 2010 | Piranha 3-D                                                   | TBA                                  | |